# Luigi Guido Grandi
Guido Grandi O.S.B. Cam. (1 de outubro de 1671 – 4 de julho de 1742), foi um monge, padre, filósofo, matemático e engenheiro italiano.

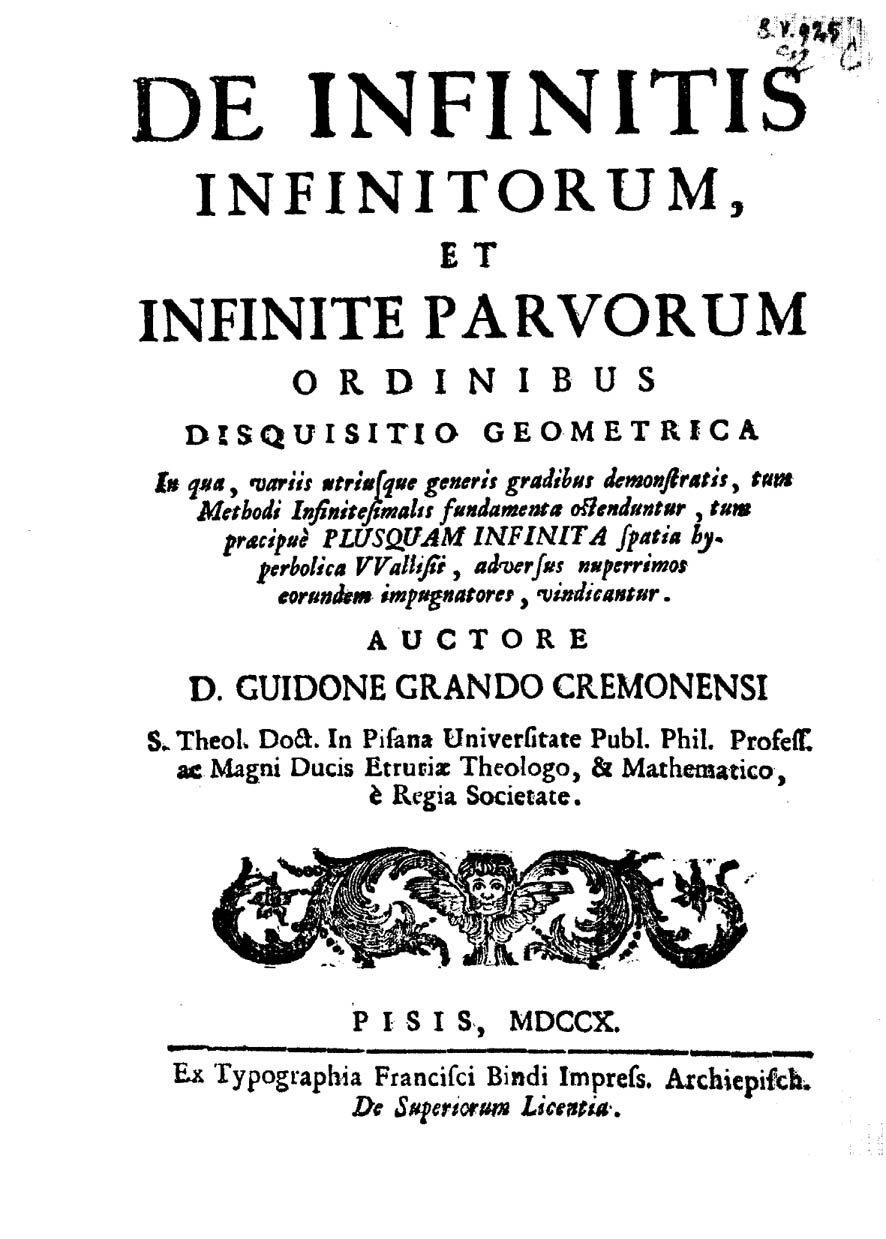
De infinitis infinitorum

## Vida
Grandi nasceu em 1 de outubro de 1671 em Cremona, Itália e batizado Luigi. Quando possuiu a idade permitida, passou a ser educado no Colégio Jesuita. Após completar seus estudos em 1687, entrou no noviciado da Ordem dos Camaldulenses em Ferrara e recebeu o nome de Guido. Em 1693 foi mandado para o San Gregorio al Celio, uma igreja da Ordem dos Camaldulenses em Roma, para completar seus estudos em filosofia e teologia em preparo para a ordem. Um ano depois, Grandi tornou-se professor nestes dois campos no Monastério de Sta. Maria dos Anjos em Florença. Aparenta-se que foi neste períodode sua vida que ele se interessou pelamatemática. Grandi fez sua pesquisa privadamente.
Em 1707, porém, Dom Grandi havia desenvolvido considerável reputação no campo matemático, sendo nomeado o matemático da corte do Grande Duque da Toscânia, Cosme III de Médici.Neste posto ele também trabalhou como engenheiro, sendo nomeado Superintendente da Água para o Ducado, e neste posto envolveu se  na drenagem da Valdichiana. Em 1709, visitou a Inglaterra aonde claramente impressionou seus colegas ingleses, sendo eleito um membro da Royal Society. A Universidade de Pisa o nomeou Professor de Matemática em 1714. Foi neste local que faleceu, no dia 4 de Julho de  1742.

## Estudos matemáticos
Em 1701 Grandi publicou um estudo sobre a loxodromia cônica, seguido por um estudo, em 1703, sobre a curva que este nomeou versiera, do latim em latim: vertere (virar). Esta curva foi estudada posteriormente por uma das poucas mulheres cientistas a conseguir um diploma Maria Gaetana Agnesi.
Na matemática, Grandi é mais conhecido pelo seu trabalho Flores geometrici (1728), estudando a Rosa Polar, uma curva com o formato de uma flor com pétalas, a qual recebeu o nome derhodonea, e pela série de Grandi.